# 柴田新之助
柴田 新之助（しばた しんのすけ、Shinnosuke Shibata、1985年6月26日 - ）は日本の男性作曲家。東京都出身。弟は映画監督の柴田愛之助。

## 来歴・人物
- 東京工学院専門学校卒業。特待生。同校在籍時にカールトン大学賞受賞。
- 国立音楽大学で音楽理論史、日本音楽概説を半年間聴講。

## 作品

### 舞台
いずれの作品も音楽プロデューサー・作曲家でもあるRin-Sayと共同担当
- 『裁判長!ここは懲役4年でどうすか 2016』塩田泰造脚本演出、中村優一・石田晴香主演、佐藤すみれ出演(2016.10)
- 『りさ子のガチ恋♡俳優沼』松澤くれは脚本演出、品川翔、新垣里沙主演、階戸瑠李、今川宇宙出演(2017.8)
- 『天国の脚本家』滝井サトル脚本演出、井深克彦・新垣里沙主演、萩野崇、野村祐希出演 (2017.10)
- 『あなたも知らない舞台裏』松澤くれは脚本演出、柏木佑介主演、フォンチー、萩野崇出演(2018.8)
- 『りさ子のガチ恋♡俳優沼(再演)』松澤くれは脚本演出、新垣里沙、柏木佑介主演、萩野崇出演(2019.4)
- 『LOOP』木原音瀬原案、脚本演出佐藤智恵、林剛史・米原幸佑出演(2020.11)
- 『新!女子八犬伝』滝井サトル脚本演出、氏神一番(カブキロックス)、柚木美咲主演(2021.6)

### 映画音楽
- 『HITCH-HIKE ヒッチハイク』 柴田愛之助監督、横山美雪主演
- 『HO〜欲望の爪痕〜』 D.O原案、柴田愛之助監督、横山美雪・虎牙光揮主演（一部の音楽を担当）
- 『LIPSTICK リップスティック』 柴田愛之助監督、横山美雪主演
- 『シュールな男』 柴田愛之助監督、渋江譲二主演
- 『CAMP キャンプ』 柴田愛之助監督、横山美雪主演
- 『劇場版 忍者じゃじゃ丸くん』 柴田愛之助監督、杉原勇武主演
- 『聖獣警察 警視庁性犯罪特捜10課』亜紗美主演
- 『聖獣警察2 警視庁性犯罪特捜10課』亜紗美主演

### ディスコグラフィー
- Soundtrack（iTunes Store他）2015年
- at the theater 2015年（iTunes Store他）
- music for mamenakano 2015年（iTunes Store他）
- music for mamenakano 2 2015年（iTunes Store他）
- songs for beautiful beast 2016年（iTunes Store他）
- piano 2016年（iTunes Store他）
- AOSORA 2016年（千葉市中央区矢作町のカフェAOSORA CAFEでのみの販売）

## バンド・ユニット・コラボ活動
- バンド「ナイルおじさん」（Gt.）
- Christopher CurrellがプロデュースしていたシンガーのSHIZU'、t.A.T.uやカンフー・パンダの音楽のリミキサー・プロデューサーとして知られるDJ Ram等と共に音源を制作。
- 千葉駅北口のコーヒー店 豆nakano の店内音楽 music for mamenakanoとmusic for mamenakano 2をJASRACフリーの音源として制作（2015年）。
- 千葉駅北口のカフェmerciのBGMとして自作ピアノ曲から選曲したアルバム『piano』を制作（2016年）。
- 千葉市中央区矢作町のカフェ AOSORA CAFE のBGMとしてアルバム『AOSORA』を制作（2016年8月）。
- 漫画『とりあえず畑で暮らしてみる』『そこそこエコはじめました』（両方とも、高木ちえ子、コミックビーム）共に、柴田が畑で実践した生活をモデルに描かれている。
- NHK『ひるまえ ほっと』で『そこそこエコはじめました』が紹介され、柴田が暮らしていた畑と小屋の映像が放映された（2016年4月5日）。